# 听觉
听觉指声源的振动所引起的声波，通过外耳和中耳组成的传音系统传递到内耳，经内耳的环能作用将声波的机械能轉变为听觉神经上的神经冲动，后者传送到大脑皮层听觉中枢而产生的主观感觉。聲波是由於四周的空氣壓力有節奏的變化而產生，當物件在震動時，四周的空氣也會被影響。當物件越近，空氣的粒子會被壓縮；當物件越遠，空氣的粒子會被拉開。
听觉对于动物有重要意义，动物会利用听觉逃避敌害，捕获食物。而人類的语言和音乐，一定程度上是以听觉为基础的。
当声波的频率和强度达到一特定值范围内，才能引起动物的听觉。人耳能感受到的振动频率范围約为20-20000赫兹。随着年龄的增长，听觉上限会降低，强度范围为0.0002-1000 dyn/cm²。

## 听觉系统的结构
听觉系统由听觉器官各级听觉中枢及其连接网络组成。听觉器官通称为耳，其结构中有特殊分化的细胞，能感受声波的机械振动并把声能转换为神经冲动，叫做声感受器。高等动物的耳可分为外耳、中耳和内耳。外耳包括耳廓和外耳道，主要起集声作用；有些动物的耳廓能自由转动
中耳包括鼓膜、听骨链、鼓室、中耳肌、咽鼓管等结构，主要起传声作用。鼓膜是封闭外耳道内端的一层薄膜结构。声波从外耳道进入，作用于鼓膜，后者随之产生相应的振动。哺乳动物的听骨链是由3块小骨（锤骨、砧骨、镫骨）组成的杠杆系统，一端为锤骨柄，附着于鼓膜内面，另一端为镫骨底板，封盖在内耳的卵圆窗膜上，鼓膜的振动通过这一杠杆系统可以有效地传至内耳，鼓膜内为鼓室，听骨链及中耳肌都在其中。中耳肌又名耳内肌，有两块：鼓膜张肌的收缩通过牵拉锤骨而使鼓膜紧张，镫骨肌的收缩使镫骨固定，其作用都是限制声音向内耳的传导。咽鼓管（耳咽管）由鼓室通至咽部，平时关闭，吞咽和某些口部动作时开放，可使鼓室内的空气压力经常与大气压力保持平衡。
内耳的一部分，司平衡，称前庭器官，另一部分能感受声音刺激叫耳蜗，是骨质外壳包着的管状结构，卷曲数圈（人類为两圈半）呈蜗牛状，故名。这一管状结构靠近镫骨底板的一端较粗，叫基部，另一端较细，叫蜗顶。耳蜗骨壳内有膜性结构分隔的3条平行管道，从基部伸到蜗顶，分别叫做前庭阶、鼓阶和蜗管（或中阶）。前庭阶和鼓阶在基部各有一窗，分别叫做卵圆窗（前庭窗）和圆窗，两窗都有膜。圆窗外为鼓室，卵圆窗则为镫骨底板所封盖。前庭阶和鼓阶在蜗顶处（蜗孔）通连，此两阶内充满淋巴液，叫外淋巴。蜗管夹在前庭阶与鼓阶之间，亦充满淋巴液，叫内淋巴。分隔蜗管与鼓阶的膜状结构叫基底膜。由感受细胞（声感受器），神经末梢及其他结构组成的声音感受装置就排列在基底膜上，叫螺旋器或柯蒂氏器。若把卷曲的耳蜗拉直，从其横切面看，基底膜、螺旋器以及相邻结构。声音感受细胞是排列整齐的3行外毛细胞和1行内毛细胞，由支持细胞支撑，安置在基底膜上。毛细胞上端有许多很细的纤毛，其毛梢与螺旋器上方的盖膜相连。支配毛细胞的神经由位于耳蜗纵轴（蜗轴）处的螺旋神经节发出。螺旋神经节的神经细胞的另一轴索构成听神经，沿蜗轴走出，穿过颅骨入脑干。
听觉各级中枢间的传导通路颇为复杂。哺乳动物的第1级听中枢是延髓的耳蜗核，它接受同侧的听神经纤维。从耳蜗核发出的神经纤维大部分交叉到对侧，小部分在同侧，在上橄榄核改换神经元或直接上行，组成外侧丘系，到达中脑四叠体的下丘，从下丘发出的上行纤维及小部分直接从上橄榄核来的纤维终止在丘脑的内侧膝状体。内侧膝状体发出的纤维束上行散开成放射状，叫听放线，终止于大脑听皮层，是听觉最高级的中枢。

## 耳的声学特性
作为一个声音检测装置，耳的声学特性甚为复杂，几个较为重要的方面如下：

### 耳的声阻抗
声音在介质中传播时遇到的阻力叫声阻抗。介质为空气时阻抗大，为固体或液体时阻抗小。耳的声阻抗主要指在声传导时中耳结构所具有的总阻抗，它对听觉器官的灵敏度、频响特性等有决定性的影响。中耳结构任何部分的病变一方面影响听觉功能，另一方面会使耳的声阻抗呈特征性的变化。近年，主觀的检查人听觉功能的方法叫做阻抗测听术。

### 中耳的传声途径
陆生动物鼓膜接受的是气播声，内耳感受细胞接受的是液播声，由于声波在空气介质与淋巴液介质传播时阻抗的不匹配，从空气至淋巴液的直接过渡将使声能大量损失，传播效率约只千分之一，正常耳的传声途径是声波作用于鼓膜，经听骨链传导至内耳，叫气传导。鼓膜的有效面积比卵圆窗膜的约大20倍；听骨链的杠杆结构使鼓膜端振幅大、力量小的振动，变成镫骨底板端振幅小、力量大的振动，有如一个变压器，起到阻抗匹配的作用，从而保证了有较高的传声效率。
声波也可以通过头骨的振动直接传至内耳，叫骨传导，这一传声途径效率很低，对正常耳的听觉作用不大，但在中耳有严重疾患时，听觉便主要靠它。

### 声波在耳蜗中的传播
镫骨底板和卵圆窗膜的振动推动前庭阶内的淋巴液，声波便开始以液体介质周期性压力变化的方式移动，其前进方向一是从卵圆窗开始，沿前庭阶推向蜗庭，过蜗孔后再沿鼓阶推向圆窗。另一前进方向是前庭阶淋巴液压力的变化横向通过蜗管壁传至鼓阶。由于淋巴液不可压缩，圆窗膜在这里便起重要的缓冲作用：卵圆窗膜向内推时它向外鼓出，卵圆窗膜向外拉时它向内收。由于声波的传播需要时间，在每一瞬间前庭阶和鼓阶各段的压力便各不相同，蜗管夹在二阶之间，二阶内的瞬态压力差便使蜗管的基底膜在不同段内随时间而上下波动。因为压力从前庭阶经蜗管壁横向地传至鼓阶这一途径较短，在声波引起基底膜振动的过程中，它起较重要的作用。基底膜的波动也从耳蜗基部开始，依次向蜗顶移动，叫做行波。

## 耳的频率响应
耳感受声音的灵敏度与频率的关系。外耳道的共振特性、中耳声阻抗的频率特性、耳蜗内行波的机械特性、螺旋器结构的滤波特性及感受细胞的生理特性，共同决定了耳对不同频率的声音感受的灵敏度是不一样的。各种动物都有其听觉较灵敏的频率范围，人類大致是1000～8000赫，在这一范围以外灵敏度依次递减。

### 听觉机制
包括：机械→电→化学→神经冲动→中枢信息处理等一串过程。在蜗管的内淋巴液中若以鼓阶的外淋巴中的电位为零通常有+80毫伏的正电位，螺旋器毛细胞内的电位则约为-60毫伏，电流不断从蜗管通过盖膜、毛细胞的纤毛、细胞膜及周围组织流入毛细胞内，形成回路。当声音引起基底膜运动时，螺旋器也随之作相应的运动。由于运动的方向、惯性等因素的作用，毛细膜与盖膜之间产生一种展力使纤毛弯曲，改变了回路中的电阻，从而调制了通过的电流，使听神经末梢和毛细胞间形成的突触周围也有相应的电位变化，导致化学递质的释放，后者使神经末梢兴奋，发出神经冲动。接受各种不同特性的声音后发放出的神经冲动在时间（不同的节律）和空间（不同的神经纤维）上各有不同的构型，它们携带有关声音的信息，依次传至各级听觉中枢，经过处理分析，最后便产生反映声音各种复杂特性的听觉。有关信息在听觉中枢的处理过程还不完全清楚。

### 听觉学说
对声音的频率如何在耳蜗进行分析曾提出过多种假设，但基本上可概括为两种观点：①不同频率的声音兴奋基底膜不同部位的感受细胞，兴奋部位是频率分析的依据，有关频率的信息以冲动发放的空间构型来传送；②不同频率的声音使听神经兴奋后发出不同频率的冲动，冲动频率是声音频率分析的依据，有关信息以冲动发放的时间构型来传送。前一观点叫做部位机制，后一观点叫做时间机制，两观点不是互相排斥，而是互相补充的。各种学说的一个共同缺点是只着眼于耳蜗，而频率精确分析的机制是不能脱离中枢，单在耳蜗水平上寻找的。

### 行波学说
声音引起基底膜的波动是一种行波，从耳蜗基部开始逐步向蜗顶移动，在移动过程中行波的振幅是变化的，振幅最大点的位置及行波移动的距离都随声音的频率而变，振幅最大点在高频刺激时靠近耳蜗基部，频率逐渐降低时它逐渐向蜗顶移动，行波振幅最大处基底膜受刺激最强，其位置与频率的关系是耳蜗频率分析的基础。行波理论正确描述了500Hz以上的声音引起的基底膜活动，但难以解释500Hz以下的声音对基底膜的影响。

#### 频率学说
听神经不同的纤维受刺激后发出的神经冲动可以在时间上错开，分别与声波不同的周期同步，每一声波周期因而都可以有一定数量的纤维同步发放，叫做排放。总体上排放的频率便与声音频率一致，形成听觉频率分析的依据。在听神经纤维上记录神经冲动的实验表明，神经冲动不一定是每一声波周期都发放一次，高频时一般要隔若干周期才发放一次，但发放的时间总是和声波周期的相位保持良好的同步关系（锁相关系），说明冲动排放的组成是具备必要条件的。但频率理论难以解释人而对声音频率的分析。因为基底膜无法做每秒1000次以上的快速运动。这是和人耳能够接受超过1000Hz以上的声音不符合的。

#### 共鸣学说
赫尔姆霍兹认为基底膜的横纤维能够对不同频率的声音产生共鸣。高频声音诱发短纤维共鸣，低频诱发长纤维共鸣。由于强调了基底膜的震动部位对产生音调听觉的作用，因为也叫位置理论。

#### 神经齐射学说
当声音频率低于400Hz时，听神经个别纤维的发放频率是和声音频率对应的。声音频率提高时，个别纤维利用联合齐射反应频率较高的声音。韦弗尔指出，用神经齐射理论可以对5000Hz以下的声音进行频率分析。声音频率超过5000Hz，位置理论是对频率进行编码的唯一基础。

## 声音的强度分析
感受细胞和神经单元的兴奋阈值有高有低，刺激强时被兴奋的感受细胞和神经单元便多，每一神经单元兴奋后发放神经冲动的数目也多。对于听觉，被兴奋单元的阈值是高还是低，兴奋单元数目的多少，以及神经冲动数目的多少，这都可以是声音强度分析的依据。按照排放学说，兴奋单元数目及发放冲动数目的增加，仅使组成每一排放的发放纤维数目增加，而并不增加排放的数目，因此与频率分析不矛盾。

### 声源定位
有赖于双耳听觉。由于从声源到两耳的距离不同及声音传播途中障碍物的不同，从某一方位发出的声音到达两耳时便有时间（或相位）差和强度差，其大小与声源的方位有关。在同一瞬间双耳接受到声音的时间差是低频声定位的主要依据，强度差是高频声定位的主要依据，耳廓的聚声作用对高频声定位也有一定的帮助。

## 听觉的基本特性
听觉系统的基本功能是感受声音和辨别声音。感受声音的能力叫做听力，通常以听阈的高低表示，听阈低表示听觉灵敏或听力好，辨别声音的能力可用各种辨别阈表示。

### 听阈
足以引起听觉神經衝動的最小声音强度，通常用分贝数表示。人的听阈可用主观感觉作测定指标，动物的听阈则需用条件反射、行为观察或电生理方法测定。正常耳听阈的高低因频率而异，不同的动物种类也不相同，各种哺乳类动物听觉灵敏的频率范围虽不相同，但它们的最佳听阈颇为接近，阈值声压大致在0.00002帕（斯卡），这样的声压使鼓膜振动时位移的幅度约为0.1纳米。这是很高的灵敏度，但若再提高就不見有生物如此了，因為可能因要经常不断地听到空气分子布朗运动的声音而日夜不得安宁。各种动物的最佳听阈见表。

### 分贝（dB）
由于听觉系统能感受声音的强度变化范围极大，从听阈的强度到最大可耐受的强度以能量计算可相差1万亿倍，而且人对声音强弱的感觉也不与声压成正比而是与其对数值成正比。为了表示的方便，声学中使用一个称为声压级（SPL）的量Lp，它是某声压值p与基准声压p0之比的常用对数乘以20：Lp＝20lg。声压级的单位为分贝，记作dB。当要表示的声压与基准声压相同时，分贝数为0（即0分贝）。一般以0.0002达因/厘米2（即0.0002微巴或2×10-5帕）为基准声压。声压级（SPL）不因频率而变。0分贝声压级大致接近人和动物对最敏感的频率的听阈。以正常平均听阈为0分贝的表示系统称为听力级（HL），它的绝对声压值是随频率而变的。

### 听频范围
人類一般可聽到的頻率範圍约20～20000赫，因此，习惯上把这一范围叫做声频，20000赫以上的频率叫超声波，20赫以下叫次声波。音頻超過80分貝時，人類有機會聽見超聲波或次声波。动物的听频范围较难准确测定，总的说来种类间差别很大。

### 听阈曲线
听阈强度与频率的关系曲线能较全面地反映听觉系统对声音的感受能力，因此，在听觉研究和耳科临床工作中都是重要的测试指标。其中强度较低的一段相当于听觉较敏感范围；当强度以听力级表示时，又称听力曲线或听力图。

## 频率辨别
辨别声音频率的高低；听觉系统最基本的功能之一。频率的高低反映在人類的主观感觉上为音调的高低，所以频率辨别在又称音调辨别。

### 音调（频率）辨别阈
能辨别的最小频率差，与频率之间有一定的函数关系。正常人的音调辨别阈在1000赫以下时为1～2赫，在1000赫以上时约为频率的0.1～0.2％。根据有限的资料，用条件反射方法测得的猫和粟鼠的频率辨别阈约为人的6～8倍。猕猴的则与人的相近。

### 强度辨别
辨别声音强度的大小，在人類主观感觉上的反映为响度的大小。

### 响度辨别阈
能辨别的最小强度差。当声音为中等强度时，正常人的响度辨别阈约为5～10％，或近似地相当于0.5～1分贝。在因耳蜗病变或损伤导致的耳聋患者，患耳的响度辨别阈常比正常耳的小，其辨别能力反较精确。这种患耳听阈升高很多，但较强声音引起的响度感觉并不低，叫做复响现象。

### 音色
反映声音频谱特性的主观感觉的统称。人可辨别的声音种类几乎是无数的，它们各有独特的音色，但较难具体地描述，更不易准确定量。音色的辨别以频率辨别和强度辨别为基础，但复杂得多。在音乐中音色主要与乐音的谐波成分有关。

### 回声定位
有些动物具有回声定位功能，它们发出特定的声波并接受周围物体反射回来的回声，根据回声的特点判断物体的位置、形态、动态、性质等。蝙蝠和海豚是有名的回声定位能力好的动物，此外，还有少数哺乳动物和鸟有这种功能。在飞行时蝙蝠喉头发声器官间断地发出频率较高（2万赫以上）的脉冲声作为探测信号，其中含有不调频成分和调频两种成分。蝙蝠的听觉系统能根据探测信号与回声信号两者的时间差、强度差、频率差（多普勒效应）等，分别判断目标物体的距离、大小、移动速度和方向等特点，分辨率可达相当精确的水平。每一蝙蝠发出的探测声各有特点，这样可避免与其他蝙蝠发出的探测声相混，蝙蝠大脑皮层听区的面积相对地较大，皮层细胞有精细的分工排列，分别对不同数量的时间差、强度差、频率差、调频特性、回声的组成成分有其特异的敏感性（见生物声学）。

## 延伸閱讀
- Enrique A. Lopez-Poveda, Alan R. Palmer & Ray Meddis（Eds.，2010）. The Neurophysiological Bases of Auditory Perception（pp. 99–110）. New York: Springer. ISBN 978-1-4419-5685-9